# Alexandr Liapunov
Alexandr Mihailovici Liapunov (n. 6 iunie 1857, Iaroslavl, Imperiul Rus – d. 3 noiembrie 1918, Odesa, Republica Populară Ucraineană) a fost un matematician rus.

## Biografie
Liapunov a avut o mare contribuție la analiza stabilității sistemelor dinamice lineare sau nelineare.

## Lucrări
- Sur un problème de Tchebychef[7], Saint Pétersbourg, Académie impériale des sciences de Saint Pétersbourg (1905), text on-line disponibil pe IRIS